# Kōstas Malekkos
Kōnstantinos Malekkos (in greco: Κωνσταντίνος "Kώστας" Μαλέκκος; Nicosia, 9 aprile 1971) è un allenatore di calcio ed ex calciatore cipriota, di ruolo centrocampista.

## Carriera

### Club
Eccezion fatta per i 6 mesi del 1997 trascorsi in Grecia, Melokkas ha sempre partecipato al campionato cipriota, vestendo la maglia di cinque club diversi. Ritiratosi nel 2007, ha incominciato ad allenare, guidando per due anni il PAEEK.

### Nazionale
Tra il 1992 e il 2002 ha disputato 44 incontri con la nazionale cipriota, segnando 4 reti.

## Palmarès

### Giocatore

#### Competizioni nazionali
- Campionato cipriota: 3

APOEL: 1992-1993
APOEL: 2001-2002, 2003-2004
- Coppa di Cipro: 3

Omonia: 1990-1991, 1993-1994, 1999-2000
- Supercoppa di Cipro: 5

Omonia: 1989, 1991, 1994
APOEL: 2002, 2004